# Kortland
Kortland is een buurtschap in de gemeente Alblasserdam, in de Nederlandse provincie Zuid-Holland. Het ligt ongeveer een kilometer ten oosten van Alblasserdam dicht bij Kooiwijk, dat in de gemeente Molenlanden ligt. De buurtschap is vernoemd naar de polder waarin het is gelegen.
Dorp: Alblasserdam     Buurtschap: Kortland

Zuid-Holland · Steden en dorpen      Nederland: Provincies · Gemeenten